# 藤原真楯

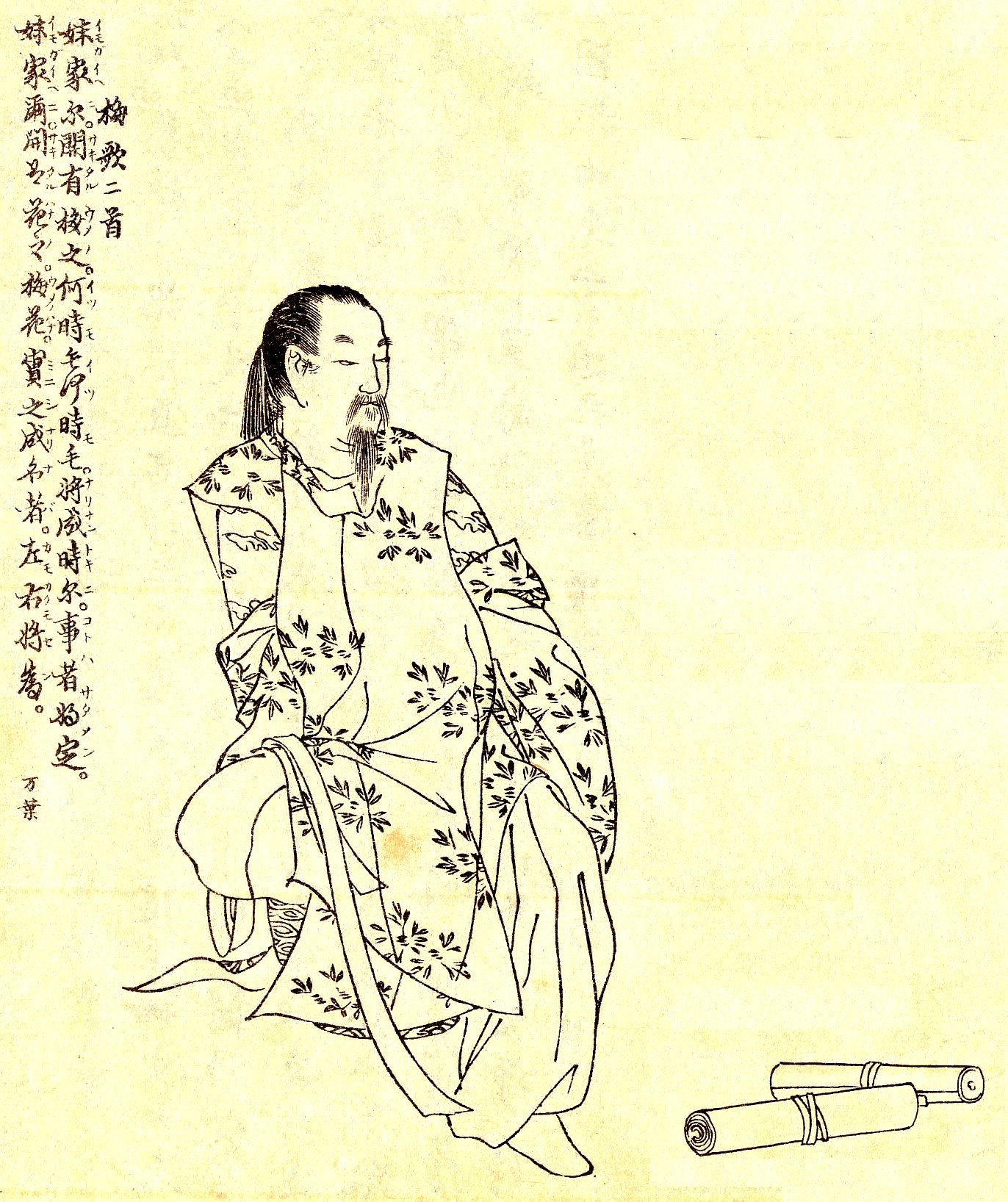
藤原真楯

藤原 真楯（ふじわら の またて）（靈龜元年（715年） - 天平神護2年3月12日 （766年4月25日））是奈良時代的貴族。初名八束，藤原北家之祖參議藤原房前的第三子。藤原真楯的曾孫藤原良房初次由非皇族的臣子擔任攝政；其後藤原北家子孫相繼擔任攝政、關白，可說是良房奠定的基礎，開創了攝關政治，藤原北家亦成為藤原四家中最繁盛的一系。

## 生涯
天平年間，藤原八束為春宮大進，遷為右衛士督、式部大輔，兼任左衛門督，累功進位為從四位下，改任治部卿。藤原八束度量弘深，有公輔之才。在官期間公廉，從不考慮私事，聖武天皇特詔使參奏宣。藤原八束為人吐納明敏，所以寵遇甚渥。他的從兄藤原仲麻呂妒忌他的才能。藤原八束得知後，稱病在家，頗翫書籍。其後，藤原八束出為大和守。天平勝寶年間，遷任攝津大夫，準從四位上，拜為參議。天平寶字元年（757年），進位為正四位下，兼任中務卿。八束奉敕命與仲麻呂改官號。天平寶字四年（760年），被賜名「真楯」，進從三位，為太宰帥。天平寶字六年（762年），出任中納言，兼信部卿。天平寶字8年（766年），藤原仲麻呂發動叛變，真楯侍奉於孝謙上皇側，尋進官位為正三位，叙任授刀大將。天平神護元年（765年），授勳為二等。翌年（766年），轉任為大納言，兼任式部卿。其後薨逝，是年五十二歲。稱德天皇派遣敕旨大輔藤原繩麻呂、右少辨大伴伯麻呂吊唁，賜大臣的葬儀。

## 系譜
- 父：藤原房前
- 母：牟漏女王 - 美努王的女兒

同母兄弟:
- 兄：藤原永手
- 弟：藤原御楯（千尋）（?－764年）
- 妹？：北殿（?－760年） - 聖武天皇夫人

- 妻：佐味奈氐麻呂的女兒
  - 藤原真永
  - 藤原永繼（長繼）

- 妻：阿倍帶麻呂的女兒
  - 三子：藤原内麻呂（756年-812年）

## 關連項目
- 藤原氏